# التوحيد (ابن خزيمة)
التوحيد هو كتاب لمحمد بن إسحاق بن خزيمة الشافعي النيسابوري (223 هـ - 311 هـ) في العقيدة الإسلامية. يختص الكتاب بالرد على الأشاعرة والمعتزلة؛ حيث يهتم في المقام الأول بإثبات صفات الله الخبرية التي ينفيها الأشاعرة كصفة الوجه واليدين والرجل، وقد عقد فصولاً في إثباتها. ثم عقد فصولاً للصفات الفعلية كالضحك والاستواء والنزول التي يؤولها الأشاعرة أيضاً. ثم فصولاً لصفة الكلام وأن الله يتكلم بما شاء وقت ما شاء، وهو يرد على الأشاعرة في إثباتهم الكلام النفسي فقط، ثم تحدث عن رؤية المؤمنين لربهم، وهو يرد في هذا على المعتزلة. ثم فصولا ًعن إثبات الشفاعة. كما تكلم عن إثبات القول بالقضاء السابق، والمقادير النافذة قبل حدوث كسب العباد.

## الأقوال حول الكتاب
- يذكر ابن كثير الدمشقي أن الكتاب كان يتلقى بالقبول في عصره، ويقول: «وقرأ أبو مسلم الليثي البخاري المحدّث كتاب «التوحيد» لابن خزيمة على الجماعة الحاضرين، وذكر بمحضر من الوزير ابن جهير وجماعة الفقهاء وأهل الكلام، واعترفوا بالموافقة.» [5]
- أنكر الذهبي على ابن خزيمة تأويله لحديث الصورة وقال:[6] «وكتابه في التوحيد مجلد كبير، وقد تأوَّل في ذلك حديث الصورة، فليعذر من تأول بعض الصفات، وأما السلف فما خاضوا في التأويل، بل آمنوا وكفوا، وفوضوا علم ذلك إلى الله ورسوله.»
- قام بشرحه العديد من المعاصرين مثل: محمد حسن عبد الغفار،[7] وصالح العبود،[8] ومصطفى العدوي،[9] وابن باز.[4]
- انتقد الأشاعرة الكتاب وعلى رأسهم فخر الدين الرازي الذي سماه بكتاب الشرك.[10]